# John Megna
John Megna est un acteur américain né le 9 novembre 1952 dans le Queens, New York (États-Unis), décédé le 5 septembre 1995 à Los Angeles (Californie). Il est le demi-frère de Connie Stevens.

## Filmographie
- 1962 : Du silence et des ombres (To Kill a Mockingbird) : Charles Baker 'Dill' Harris
- 1964 : The Big World of Little Adam (en) (série TV) : Little Adam (voix)
- 1964 : Chut, chut, chère Charlotte (Hush... Hush, Sweet Charlotte) : New boy
- 1965 : Les Yeux bandés (Blindfold) : Mario Vincenti
- 1974 : Le Parrain II (The Godfather: Part II) : Young Hyman Roth
- 1976 : L'Enfant bulle (The Boy in the Plastic Bubble) de Randal Kleiser (téléfilm) : Smith
- 1976 : Laissez-moi mon enfant (I Want to Keep My Baby) (TV) : Andy
- 1977 : Un autre homme, une autre chance : Loser in Saloon
- 1978 : Le Merdier (Go Tell the Spartans) : Cpl. Ackley
- 1979 : Les Joyeux Débuts de Butch Cassidy et le Kid (Butch and Sundance: The Early Days) de Richard Lester : Hors-la-loi
- 1980 : Skag (en) (TV)
- 1980 : Tu fais pas le poids, shérif! (Smokey and the Bandit II) : P.T.
- 1981 : L'Équipée du Cannonball (The Cannonball Run) : Arthur Rose
- 1984 : The Ratings Game (en) (TV) : Al